# Struthanthus costaricensis
Struthanthus costaricensis är en tvåhjärtbladig växtart som beskrevs av Standley. Struthanthus costaricensis ingår i släktet Struthanthus och familjen Loranthaceae. Inga underarter finns listade i Catalogue of Life.